# لحظات أنوثة (فلم)
لحظات أنوثة هو فيلم مصري من إنتاج 2008، ومن تأليف هاني عيسى، وإخراج مؤنس الشوربجي.

## ملخص الأحداث
تدور أحداث هذا الفيلم في إطار درامي، ويتناول الفيلم قصة حياة 4 بنات وهن : منى وأميرة وليالي وسلمى تجمعهم صداقة قوية منذ أيام الدراسة وبعد انتهاء الدراسة تتفرق بهن سبل الحياة ومع كثرة الضغوط والمعوقات تسلك كل منهن طريق غير الأخرى، فهذه تستقر وتحب وتحقق أحلامها وتلك تتعرض لخدعة ممن أحبته فتنحرف، وهذه تتمسك بأخلاقياتها وتقاوم وتتوالى الأحداث.

## الشخصيات
- جومانا مراد
- علا غانم
- محمد ظاظا
- حسين الإمام
- إيهاب توفيق
- محمد سليمان
- عادل عشوب
- حسناء سيف الدين
- نبيل الهجرسي
- إبراهيم يسري
- ليلى جمال
- ميرا

## روابط خارجية
- مقالات تستعمل روابط فنية بلا صلة مع ويكي بيانات